# فرودگاه بین‌المللی سالت‌لیک‌سیتی
فرودگاه بین‌المللی سالت‌لیک‌سیتی (به انگلیسی: Salt Lake City International Airport) یک فرودگاه همگانی مسافربری با کد یاتا SLC است که یک باند فرود آسفالت دارد و طول باند آن ۳۶۵۹ متر است. این فرودگاه در شهر سالت‌لیک‌سیتی کشور ایالات متحده آمریکا قرار دارد و در ارتفاع ۱۲۸۸ متری از سطح دریا واقع شده‌است.

## شرکت‌های هواپیمایی و مقصدهای پروازی

### مسافری
| شرکت‌های هواپیمایی                    | مقصدهای پروازی | Refs   |
| ------------------------------------ | --- | ------ |
| آئرومکزیکو کانکت                     | دن میگوئل هیدالگو وای کوستیا (آغاز از ۱۵ ژانویه ۲۰۱۸) |        |
| ایر کانادا                           | فصلی: پیرسون تورنتو | [ ۲ ]  |
| آلاسکا ایرلاینز                      | لس‌آنجلس، پورتلند، سن دیه‌گو، سانفرانسیسکو، سیاتل-تاکوما | [ ۳ ]  |
| آلاسکا ایرلاینز اجرا توسط هوریزن ایر | بویزی، پورتلند | [ ۳ ]  |
| آلاسکا ایرلاینز اجرا توسط اسکای‌وست   | پورتلند، سن دیه‌گو، سیاتل-تاکوما | [ ۳ ]  |
| امریکن ایرلاینز                      | شارلوت داگلاس، اوهر شیکاگو، دالاس-فورت ورث، فینکس اسکای هاربر فصلی: میامی، فیلادلفیا | [ ۴ ]  |
| امریکن ایگل                          | اوهر شیکاگو، لس‌آنجلس | [ ۴ ]  |
| بوتیک ایر                            | ف رودگاه صحرایی کنیونلاندس، محلی ورنال | [ ۵ ]  |
| دلتا ایرلاینز                        | آلبوکرکی، اسخیپول آمستردام، هارتسفیلد-جکسون آتلانتا، آستین، ثرگود مارشال بالتیمور واشینگتن، بیلینگز لوگان، بویزی، لوگان، بوزمن یلوواستون، کانکون، کینتانا رو، شارلوت داگلاس، اوهر شیکاگو، سینسیناتی/کنتاکی شمالی، دالاس-فورت ورث، دنور، متروپولیتن شهرستان وین دیترویت، فورت لادردیل–هالیوود (برقراری مجدد از ۱۶ نوامبر ۲۰۱۷), بین الملی هونولولو، جرج بوش، کاهولوی (برقراری مجدد از ۲۱ دسامبر ۲۰۱۷), کانزاس‌سیتی، مک‌کاران، لس‌آنجلس، مکزیکو سیتی، مینیاپولیس−سنت پل، میسولا، نشویل، جان اف کندی، لیبرتی نیوآرک، اوکلند، انتاریو، جان وین، اورلاندو، شارل دوگل پاریس، فیلادلفیا، فینکس اسکای هاربر، پورتلند، ال آی سی. گوستاو دیاز اورداز، رالی-دورهام، رنو تاهوئه، سکرامنتو, سن آنتونیو، سن دیه‌گو، سانفرانسیسکو، سان خوزه، لوس کابوس، سیاتل-تاکوما، اسپوکن، لامبرت-ست لوی، تمپا (برقراری مجدد از ۲۱ دسامبر ۲۰۱۷)، پیرسون تورنتو، دالس واشینگتن، ملی رونالد ریگان واشینگتن Seasonal تد استیونز انکوریج، دن میگوئل هیدالگو وای کوستیا، ایندیاناپلیس، جکسن هول، گلیشر پارک، هیترو لندن، لانگ بیچ، میامی، لوئیز آرمسترانگ نیو اورلنان، صحرایی اپلی، تری-سیتیز، ونکوور                                                          | [ ۸ ]  |
| دلتا کانکشن                          | آلبوکرکی، آستین، بیلینگز لوگان، بویزی، بوزمن یلوواستون، باب هوپ، برت مونی، کالگری، شهرستان ناترونا/کسپر، منطقه‌ای شهر سیدر، اوهر شیکاگو، منطقه‌ای یلوستون، Colorado Springs، دالاس-فورت ورث، دنور، دی موین، آیووا، محلی الکو، اوژن، فرسنو یوسیمیتی، محلی گرند جانکشن، گریت فالز، دن میگوئل هیدالگو وای کوستیا، منطقه‌ای هلنا، جرج بوش، منطقه‌ای آیداهو فالز، جکسن هول، گلیشر پارک، مک‌کاران، شهرستان لوئیزتون - نزپرس، لانگ بیچ، منطقه‌ای شهرستانی دین، رگو ولی-مدفورت، ژنرال میچل (آغاز از ۲۱ دسامبر ۲۰۱۷)، میسولا، نشویل، ویل راجرز، صحرایی اپلی، انتاریو، جان وین، پام اسپرینگز، فینکس اسکای هاربر، محلی پوکاتلو، ال آی سی. گوستاو دیاز اورداز، محلی رپید سیتی، رابرت فیلد، سکرامنتو، سن آنتونیو، سانفرانسیسکو، سان خوزه، لوس کابوس، شهری سنت جورج، لامبرت-ست لوی، فریدمن ممریال، تری-سیتیز، توسان، تالسا، اکلاهما، محلی مجیک والی، ونکوور فصلی: شهرستان اسپن – پیتکین، منطقه‌ای شهرستان ایگل (آغاز از ۲۱ دسامبر ۲۰۱۷), ایندیاناپلیس (آغاز از ۲۶ اوت ۲۰۱۷), کانزاس‌سیتی، مینیاپولیس−سنت پل، منطقه‌ای مونتروز (آغاز از ۲۱ دسامبر ۲۰۱۷)، لوئیز آرمسترانگ نیو اورلنان، اوکلند، پورتلند، رنو تاهوئه، سیاتل-تاکوما، اسپوکن، یلواستون | [ ۸ ]  |
| فرانتیر ایرلاینز                     | هارتسفیلد-جکسون آتلانتا، دنور، مک‌کاران (برقراری مجدد از ۵ اکتبر ۲۰۱۷) |        |
| جت‌بلو                                | لوگان، فورت لادردیل–هالیوود (آغاز از ۱۶ نوامبر ۲۰۱۷)، لانگ بیچ، جان اف کندی، اورلاندو | [ ۱۳ ] |
| کاال‌ام                               | فصلی: اسخیپول آمستردام | [ ۱۴ ] |
| ساوت‌وست ایرلاینز                     | باب هوپ، میدوی شیکاگو، دالاس لاو، دنور، مک‌کاران، لس‌آنجلس، اوکلند، فینکس اسکای هاربر، سکرامنتو، سن دیه‌گو، سان خوزه فصلی: ثرگود مارشال بالتیمور واشینگتن، ویلیام پی. هابی | [ ۱۵ ] |
| یونایتد ایرلاینز                     | اوهر شیکاگو، دنور، جرج بوش، لیبرتی نیوآرک فصلی: سانفرانسیسکو | [ ۱۶ ] |
| یونایتد اکسپرس                       | اوهر شیکاگو، دنور، جرج بوش، لس‌آنجلس، سانفرانسیسکو | [ ۱۶ ] |

### باری
| شرکت‌های هواپیمایی                               | مقصدهای پروازی |
| ----------------------------------------------- | --- |
| Ameriflight                                     | بویزی، شهر برلی، منطقه‌ای شهر سیدر، محلی الکو، الی، منطقه‌ای آیداهو فالز، جکسن هول، لوگان-کش, محلی پوکاتلو، Rexburg، راک اسپرینگز، شهری سنت جورج، فریدمن ممریال، محلی مجیک والی، محلی ورنال |
| دی‌اچ‌ال اوییشن اجرا توسط ای‌بی‌ایکس ایر            | سینسیناتی/کنتاکی شمالی |
| دی‌اچ‌ال اوییشن اجرا توسط ایر ترنسپورت اینترنشنال | سینسیناتی/کنتاکی شمالی |
| دی‌اچ‌ال اوییشن اجرا توسط Southern Air            | سینسیناتی/کنتاکی شمالی، سکرامنتو |
| دی‌اچ‌ال اجرا توسط Ameriflight                    | سینسیناتی/کنتاکی شمالی |
| فدکس اکسپرس                                     | بویزی، ایندیاناپلیس، ممفیس، اوکلند |
| فدکس اکسپرس                                     | منطقه‌ای آیداهو فالز، محلی پوکاتلو، فریدمن ممریال |
| یوپی‌اس ایرلاینز                                 | بویزی، لوئیویل، اوکلند، انتاریو |
| Western Air Express                             | بویزی، سنتنیال |